# Woman like Me
Woman like Me è un singolo del girl group britannico Little Mix, pubblicato il 12 ottobre 2018 come primo estratto dal quinto album in studio LM5.
Il brano, che ha visto la partecipazione della rapper trinidadiana Nicki Minaj, è stato scritto da quest'ultima con Steve Mac, Jess Glynne ed Ed Sheeran; Mac ne è anche il produttore.

## Antefatti
Jess Glynne ha affermato di aver scritto il brano per il suo secondo album di inediti Always in Between con Ed Sheeran e Steve Mac, ma che non rappresentava la direzione artistica dell'album, tanto da convincerla a cederle il brano alle Little Mix. Nell'ottobre 2018 la rapper Cardi B ha rivelato che la traccia, prima di essere inviata alla Minaj, era stata offerta prima a lei, che ha tuttavia rifiutato in quanto stava già lavorando ad altre canzoni. Il gruppo, in seguito, ha chiarito che la casa discografica aveva mandato la canzone ad entrambe le rapper, ma loro avevano sempre voluto collaborare solamente con la Minaj.
La copertina è stata pubblicata insieme al video, ed è stata notata per aver mostrato il gruppo con un aspetto decisamente più «naturale» del loro solito look. Tutte le componenti indossano una polo nero.

## Accoglienza
Chloe Gilke di Uproxx ha definito la canzone un «banger dance pop» ispirato al reggae con «strette armonie».  Brooke Bajgrowicz di Billboard ha dichiarato: «il singolo pieno di empowerment femminile chiede se un uomo possa innamorarsi di una donna che non è la stereotipata "brava ragazza", suggerendo che essere la propria persona è più importante», ha anche aggiunto che «Minaj aggiunge un tocco di bellezza al terzo verso».

## Video musicale
Il 25 ottobre, via social media, è stato annunciato che il video musicale sarebbe stato reso disponibile a mezzanotte del giorno successivo. La clip s'incentra sull'abbattimento degli stereotipi femminili, come il fatto che le donne debbano seguire una certa dieta per rendersi attraenti agli uomini o che debbano occuparsi delle faccende domestiche.

## Tracce
Download digitale
1. Woman like Me (feat. Nicki Minaj) – 3:48

## Formazione
- Jesy Nelson, Leigh-Anne Pinnock, Jade Thirlwall e Perrie Edwards (Little Mix) – voce principale
- Nicki Minaj – artista ospite
- Jess Glynne – musiche e testi
- Ed Sheeran – musiche e testi, basso, chitarra
- Steve Mac – musiche e testi, produzione, pianoforte, tastiere
- Chris Laws – percussioni, programmazione, tecnico
- Dann Pursey – tecnico
- John Parricelli – chitarra
- Phil Tan – mixing
- Randy Merrill – masterizzazione

## Classifiche

### Classifiche settimanali
| Classifica (2018) | Posizione massima |
| ----------------- | ----------------- |
| Australia         | 23                |
| Austria           | 33                |
| Belgio (Fiandre)  | 25                |
| Belgio (Vallonia) | 52                |
| Canada            | 60                |
| Croazia           | 19                |
| Germania          | 53                |
| Grecia            | 7                 |
| Irlanda           | 3                 |
| Italia            | 79                |
| Libano            | 6                 |
| Lituania          | 15                |
| Norvegia          | 32                |
| Nuova Zelanda     | 23                |
| Paesi Bassi       | 27                |
| Portogallo        | 28                |
| Regno Unito       | 2                 |
| Repubblica Ceca   | 29                |
| Romania           | 11                |
| Singapore         | 13                |
| Slovacchia        | 19                |
| Stati Uniti       | 104               |
| Svezia            | 65                |
| Svizzera          | 31                |
| Ungheria          | 16                |

### Classifiche di fine anno
| Classifica (2019) | Posizione |
| ----------------- | --------- |
| Regno Unito       | 98        |